# Holzer Kobler Architekturen
Holzer Kobler Architekturen ist ein Schweizer Architekturbüro, das 2004 von Barbara Holzer und Tristan Kobler in Zürich gegründet wurde. Seit 2012 hat es einen weiteren Standort in Berlin.

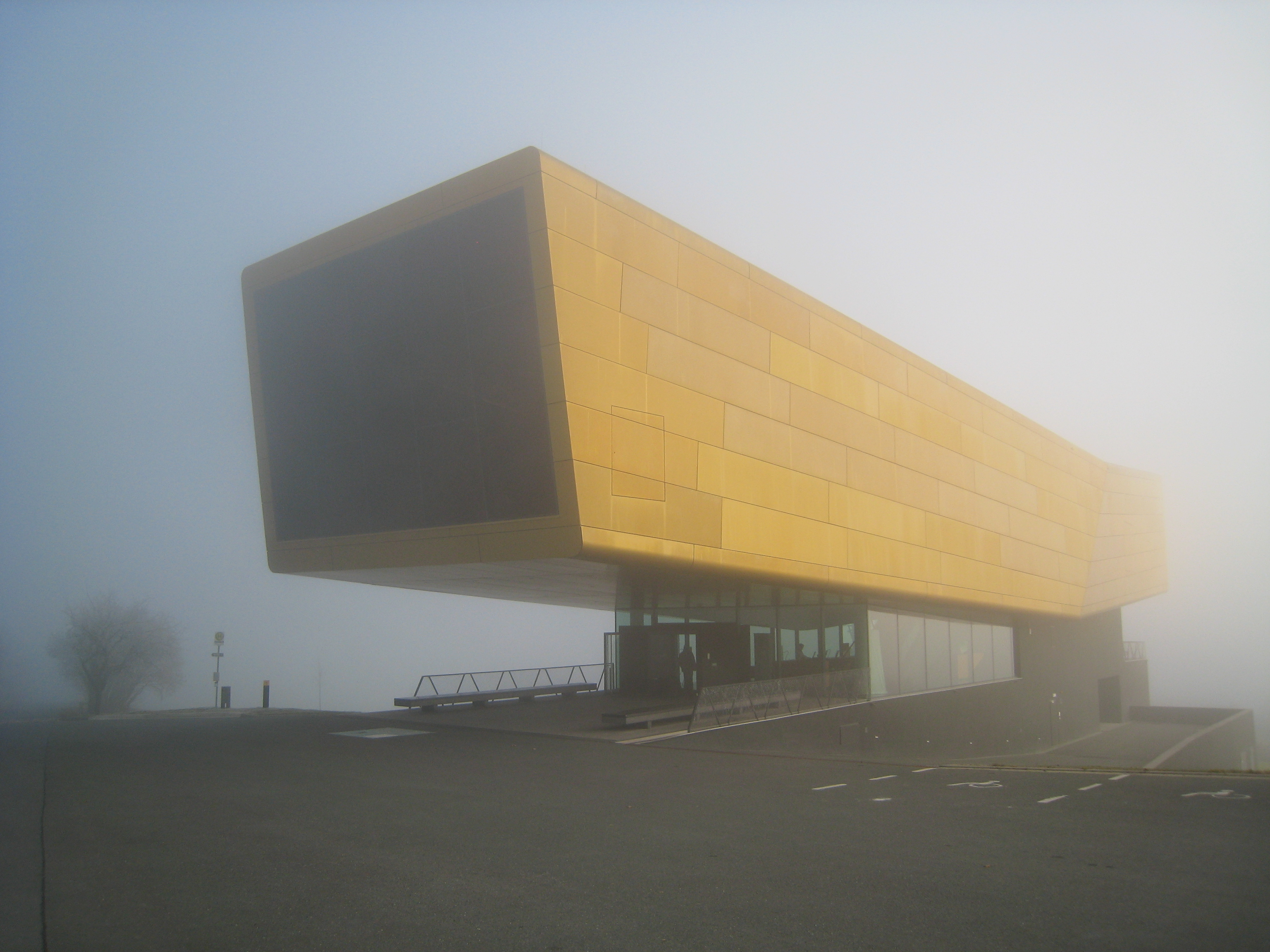
Besucherzentrum Arche Nebra

## Partner
siehe Barbara Holzer
Tristan Kobler studierte Architektur an der ETH Zürich und arbeitete anschließend als Szenograph und Kurator am Museum für Gestaltung Zürich. Für die expo.02 mit der Gesamtplanung der Architektur der Arteplage Yverdon-les-Bains betraut, gründete er Morphing Systems, das 2004 in einer Fusion mit Barbara Holzer weitergeführt wurde. Kobler lehrte in Frankreich, Deutschland, an der ETH Zürich und seit 2011 an der HEAD Genève.

## Bauwerke

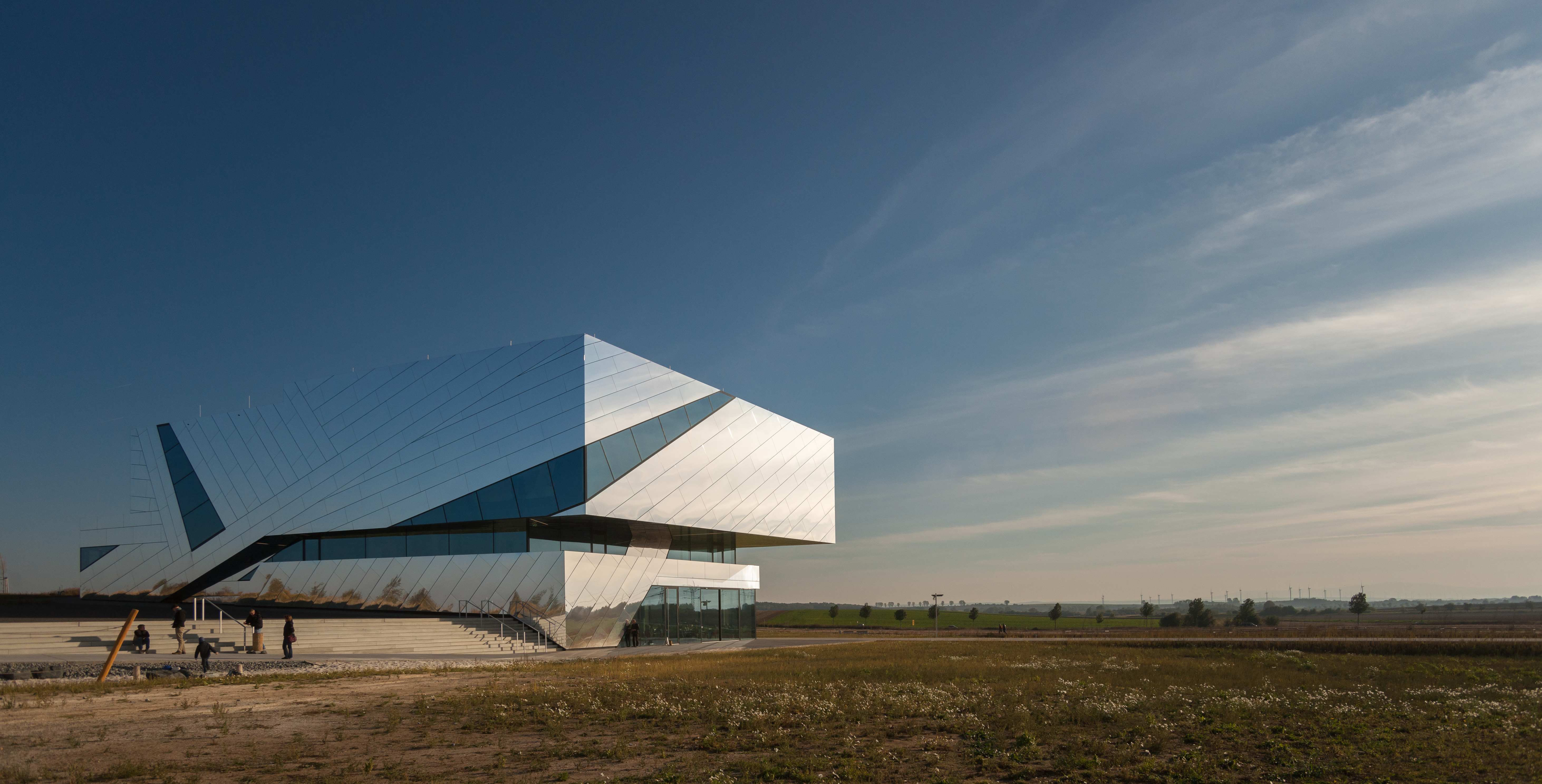
paläon, Schöningen

- 2016: Keine Kompromisse! – Die Kunst des Boris Lurie, Sonderausstellung, Jüdisches Museum Berlin, Berlin, Deutschland
- 2016: Gedenkstätte Buchenwald, Ausgrenzung und Gewalt 1937–1945, Dauerausstellung, Ettersberg bei Weimar, Deutschland
- 2015: Campus Messestrasse, Architektur, Universitätsgebäude mit Boardinghouse, Wien, Österreich
- 2015: Wattenmeer Besucherzentrum, UNESCO-Welterbe Wattenmeer, Architektur, Besucherzentrum, Cuxhaven, Deutschland
- 2015: Grimmwelt Kassel, Dauerausstellung, Kassel, Deutschland
- 2014: Frankie & Johnny, Architektur, Studentendorf im Plänterwald, Berlin, Deutschland
- 2014: Historisches und Völkerkundemuseum St. Gallen, Dauerausstellung, St. Gallen, Schweiz
- 2013: paläon, Forschungs- und Erlebniszentrum Schöninger Speere, Architektur und Ausstellung, Schöningen, Deutschland
- 2013: Suurstoffi, Mischnutzung Architektur, Risch-Rotkreuz, Schweiz
- 2013: Mathematisch-Physikalischer Salon, Dauerausstellung im Zwinger, Dresden, Deutschland
- 2012: Sasso San Gottardo, Dauerausstellung, Sasso da Pigna, San Gottardo, Schweiz
- 2012: Qin – Der unsterbliche Kaiser und seine Terrakottakrieger, Sonderausstellung, Bernisches Historisches Museum, Bern, Schweiz
- 2012: R.B. Kitaj – Obsessionen, Sonderausstellung, Jüdisches Museum Berlin, Berlin, Deutschland
- 2011: Militärhistorisches Museum der Bundeswehr, Dauerausstellung, Dresden, Deutschland
- 2007: Arche Nebra Besucherzentrum und Aussichtsturm, Architektur und Dauerausstellung, Wangen, Deutschland

## Auszeichnungen und Preise
- 2016: Iconic Awards Winner, Architecture Public, Campus Messestrasse
- 2013: Iconic Awards Winner Architecture Event Exhibition, Sasso San Gottardo
- 2013: Luigi Micheletti Award 2013, Gewinner, Militärhistorisches Museum der Bundeswehr
- 2008: Grand Prix Design der Schweizerischen Eidgenossenschaft
- 2007: Architekturpreis des Landes Sachsen-Anhalt, Auszeichnung, Arche Nebra

## Bücher
- Holzer Kobler Architekturen (Hg.): Holzer Kobler Architekturen. Mise en scène. Niggli, Verlag, Zürich 2010, ISBN 978-3-7212-0755-2